# خونغاه (باتاوة)
خونغاه (بالفارسية: خونگاه) هي مستوطنة تقع في إيران في قسم باتاوة الريفي. يقدر عدد سكانها بـ 387 نسمة .